# Андреєвська (Красноборський район)
Андреєвська (рос. Андреевская) — присілок в Красноборському районі Архангельської області Російської Федерації.
Населення становить 111 осіб. Входить до складу муніципального утворення Черевковське сільське поселення.

## Історія
Від 2004 року входить до складу муніципального утворення Черевковське сільське поселення.

## Населення
| 2002 | 2009 | 2010 |
| ---- | ---- | ---- |
| 155  | ↘127 | ↘111 |